# Léon Auguste Tourny
Léon Auguste Tourny, né le 2 août 1835 à Paris et mort le 2 août 1911 au Portel, est un artiste peintre français.

## Biographie
Léon Auguste Tourny est le fils de Jean Marie Tourny, tailleur d'habits, et d'Anne Adélaïde Poirier.
Il entre aux Gobelins en 1848.
En 1859, il épouse à Soissons, Octavie Maillefert (1836-1870).
Élève d'Abel-François Lucas, il est membre de la Société des artistes français et expose au Salon de 1865 à 1911.
En 1870, il devient professeur de dessin et de tapisserie aux Gobelins.
Veuf, il épouse en 1871 en secondes noces Élise Touiller.
En villégiature au Portel, il meurt le 2 août 1911, jour de ses 76 ans.

## Distinctions
- Officier d'académie (1872)
- Officier de l'instruction publique (1883)
- Médaille d'argent à l'Exposition universelle de 1889
- Chevalier de la Légion d'honneur (1906)